# باگر-پیکون
باگر-پیکون (به فرانسوی: Baguer-Pican) یک کمون (فرانسه) در فرانسه است که در بخش سن-ملو واقع شده‌است. باگر-پیکون ۱۵٫۶۳ کیلومتر مربع مساحت دارد.